# Aeroportul Taipei Songshan
Aeroportul Taipei Songshan(臺北松山機場 în Limba chineză) (IATA: TSA, ICAO: RCSS) este un aeroport din Songshan, Taipei, Taiwan ce deservește zona Taipei. Aeroportul a fost tranzitat în 2021 de 1.701.698 de pasageri. A fost deschis în 1936 și numit după zona deservită.
Situat la o altitudine de 5 m, aeroportul dispune de 1 pistă. Este operat de Civil Aeronautics Administration⁠(d).

## Infrastructură

### Piste
Aeroportul dispune de o singură pistă. Pista 10/28 are suprafața de Bitum și dimensiunile 2.605 m × 60 m. 